# Greater Orlando
Greater Orlando ist eine Metropolregion in Zentralflorida. Sie wird auch Orlando metropolitan area oder (vor allem zu statistischen Zwecken) Orlando–Kissimmee–Sanford, FL Metropolitan Statistical Area genannt. Die größten Städte des Verdichtungsgebietes sind Orlando, Kissimmee und Sanford.
Das U.S. Office of Management and Budget zählt die Countys Lake, Orange, Osceola und Seminole zur Region.
Bei der Volkszählung von 2020 wurden 2.673.376 Einwohner gezählt. Damit ist Greater Orlando die drittgrößte Metropolregion Floridas und belegt landesweit Platz 22. Die Landgröße liegt bei 10.390 km².
Des Weiteren wird Greater Orlando zusammen mit der MSA Deltona–Daytona Beach–Ormond Beach zur CSA Orlando–Deltona–Daytona Beach zusammengefasst, die zusätzlich die Countys Flagler, Sumter und Volusia miteinbezieht. Sie zählte 2020 insgesamt 3.472.049 Einwohner.